# Rudolph Witzgall

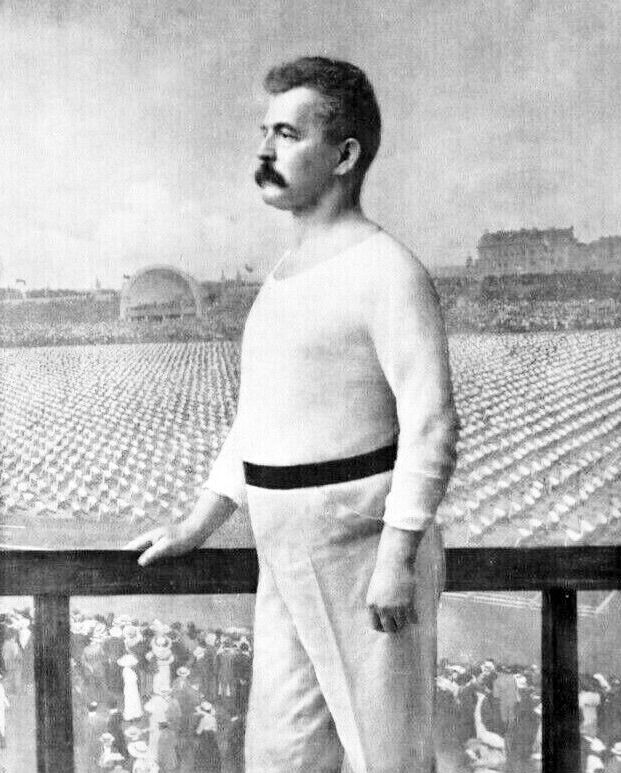
Rudolph Witzgall auf einer Postkarte zum 12. Deutschen Turnfest 1913

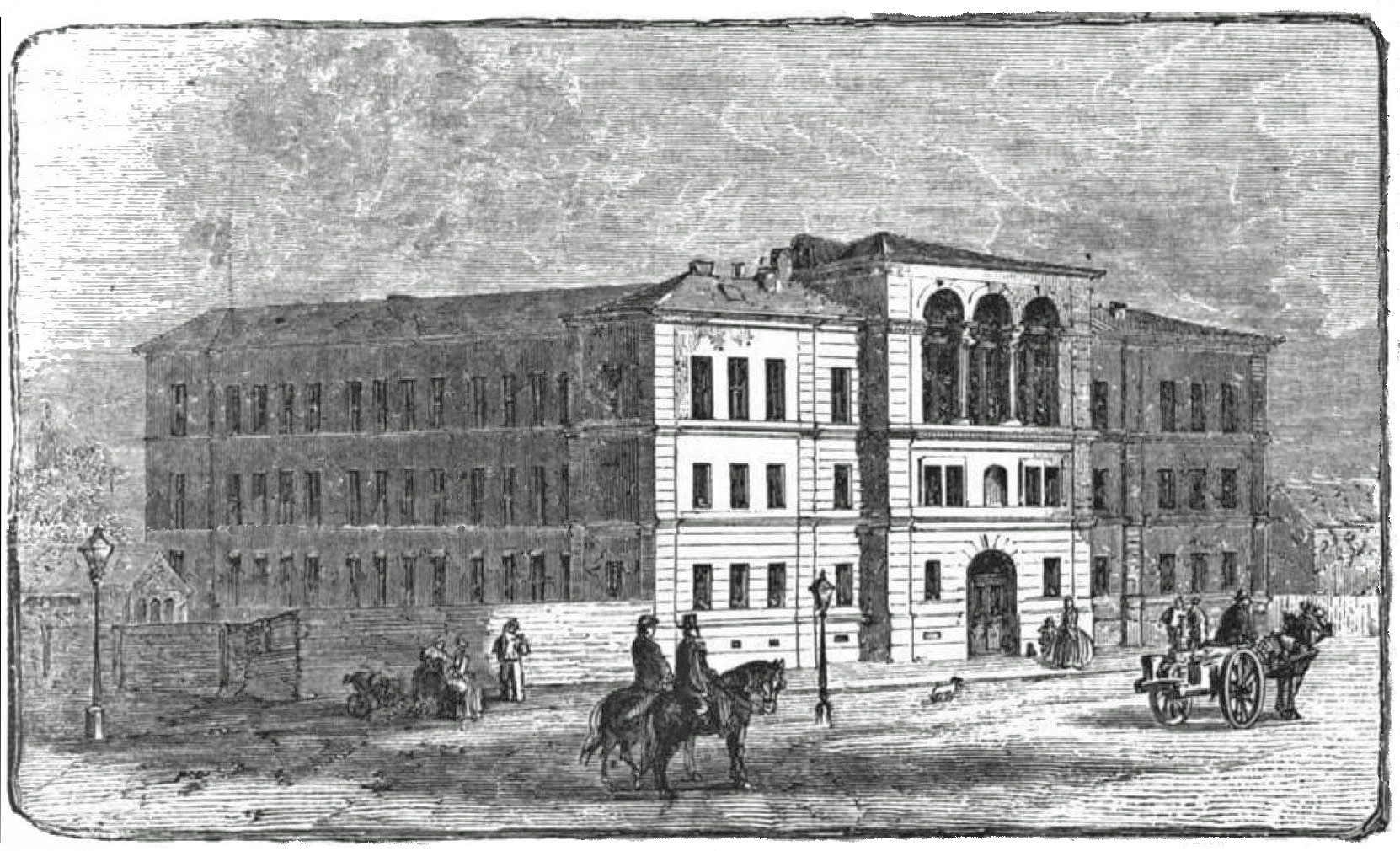
5. Bürgerschule (1865)

Rudolph Ernst Witzgall (* 9. Mai 1853 in Gera; † 12. August 1913 in Leipzig) war ein deutscher Turnlehrer und Funktionär des Deutschen Turner-Bundes.

## Leben
Nach Besuch der Volksschule in Gera erlernte Rudolph Witzgall zunächst den Beruf des Webers. Er war von Kind an begeisterter Turner. 1874 ging er nach Leipzig und erhielt eine Anstellung als Turnlehrer beim dortigen, noch heute bestehenden Allgemeinen Turnverein. Nach bestandener Staatsprüfung wurde er 1878 Turnlehrer an der 1864 eröffneten 5. Bürgerschule in der Schletterstraße, wo er auch zum Oberturnlehrer befördert wurde. Diese Stelle behielt er bis zu seinem Tode.
Witzgalls Tätigkeit beschränkte sich nicht auf das Schulturnen. Auch das Turnen in den Turnvereinen und dessen Organisation lag ihm am Herzen. So war er 25 Jahre Gauturnwart des Leipziger Schlachtfeldgaus, wie der Leipziger Turnbezirk im Gedenken an die Völkerschlacht hieß. In dieser Zeit erhöhte sich die Zahl der Vereine von 56 auf 78 und die der Vorturner von 442 auf 950.
Vom 12. bis 16. Juli 1913 fand in Leipzig das 12. Deutsche Turnfest statt, wozu eine Festzeitschrift herausgegeben wurde. Witzgall war maßgebend in die Vorbereitungen des Festes eingebunden, wobei er die Turnordnung festlegte. Seine Funktion zum Fest war Festturnwart, in der er unter anderem die Kommandos für die Ausführung der Übungen der über 10.000 Turner gab.

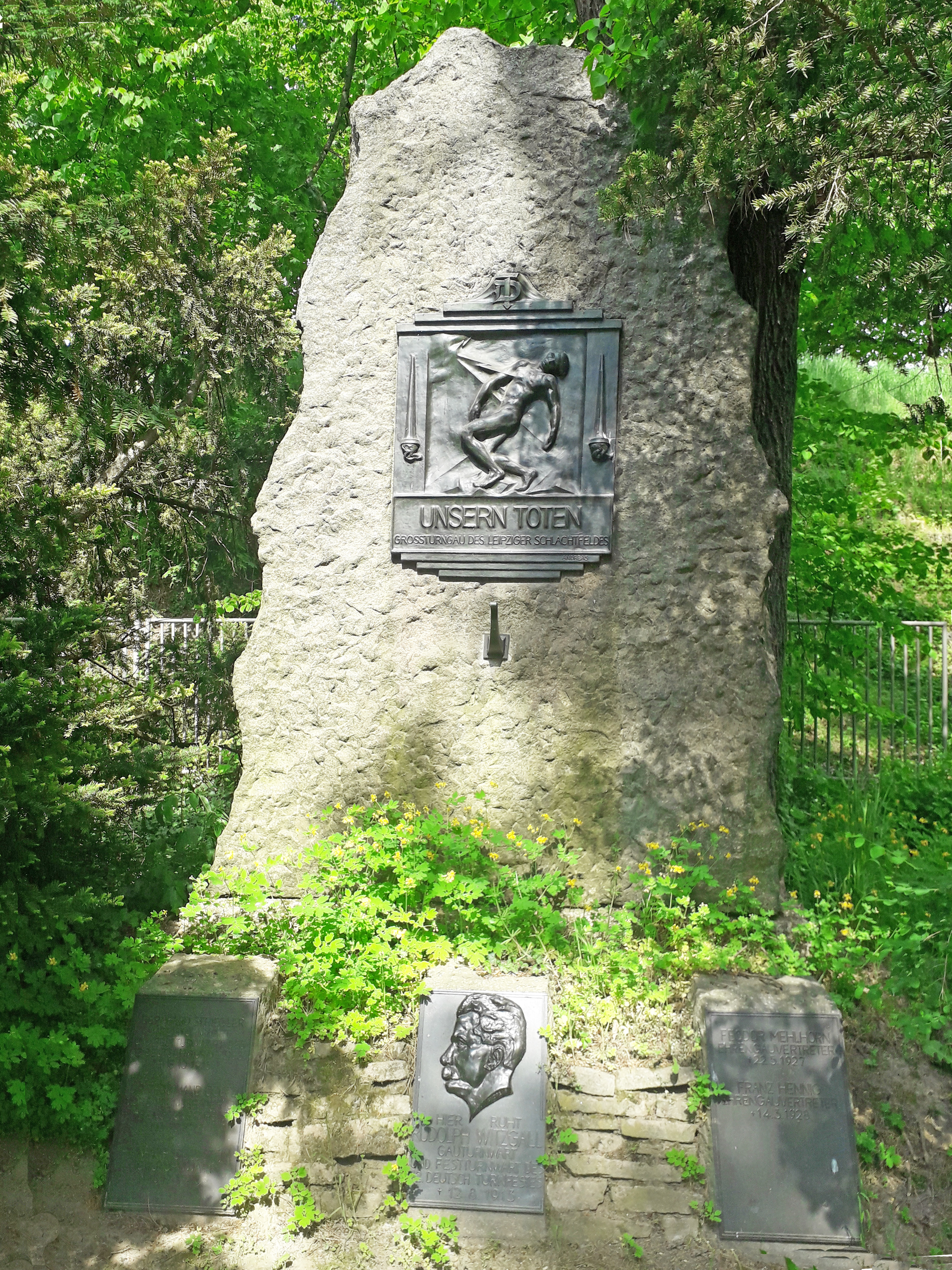
Turnerdenkmal auf dem Südfriedhof Leipzig (2022)
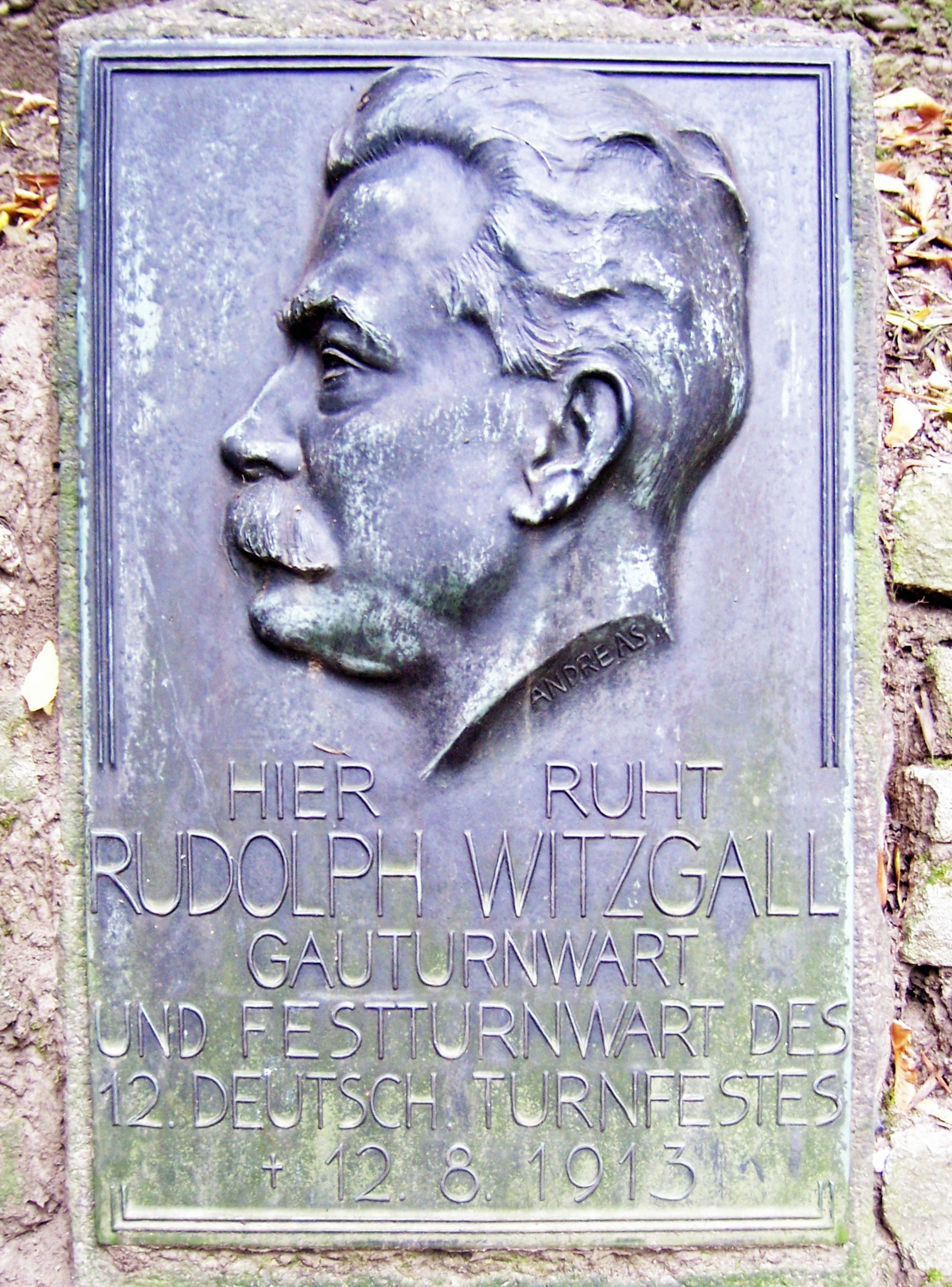
Relieftafel am Denkmal (2011)

Sich bereits längere Zeit mit einem Magenleiden quälend, verstarb Witzgall einen Monat nach dem Turnfest. Er wurde auf dem Leipziger Südfriedhof beigesetzt. Über seinem Grab wurde 1927 ein vom Leipziger Bildhauer Wilhelm Andreas (1882–1951)
geschaffenes Denkmal für die im Ersten Weltkrieg gefallenen Turner des „Großturngaus des Leipziger Schlachtfeldes“ errichtet und Witzgalls mit einer Bronzerelieftafel am Sockel gedacht.

## Ehrungen
- Für seine Verdienste um das 12. Deutsche Turnfest wurde Witzgall mit dem Ritterkreuz des Albrechtsordens ausgezeichnet
- 1947 wurde im heutigen Leipziger Ortsteil Reudnitz-Thonberg die Friedrich-Wilhelm-Straße in Witzgallstraße umbenannt.[5]

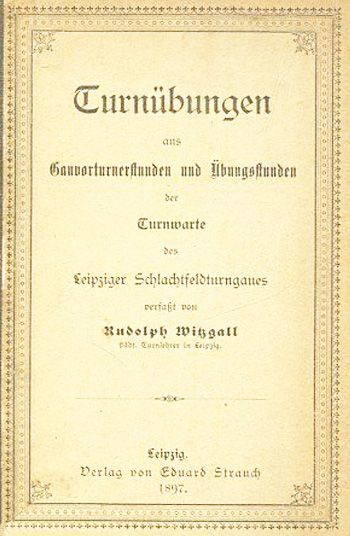
Rudolph Witzgall: Turnübungen (1897)

## Schriften
- Turnübungen aus Gauvorturnerstunden und Übungsstunden der Turnwarte des Leipziger Schlachtfeldturngaus, Verlag von Eduard Struch, Leipzig 1897.
- Turn-Ordnung für das 12. Deutsche Turnfest Leipzig Juli 1913. Im Auftrag des Turm-Ausschusses, 1913.

## Verschiedenes
Erich Loest erwähnte Witzgall in seinem Roman Völkerschlachtdenkmal in seiner Funktion und auch, dass eine Straße nach ihm benannt wurde, verlegte diese jedoch fälschlicherweise in den Stadtteil Stötteritz.